# Echinocereus delaetii
Echinocereus delaetii là một loài thực vật có hoa trong họ Cactaceae. Loài này được (Gürke) Gürke mô tả khoa học đầu tiên năm 1909.